# 1328
1328 (MCCCXXVIII) fue un año bisiesto comenzado en viernes del calendario juliano.

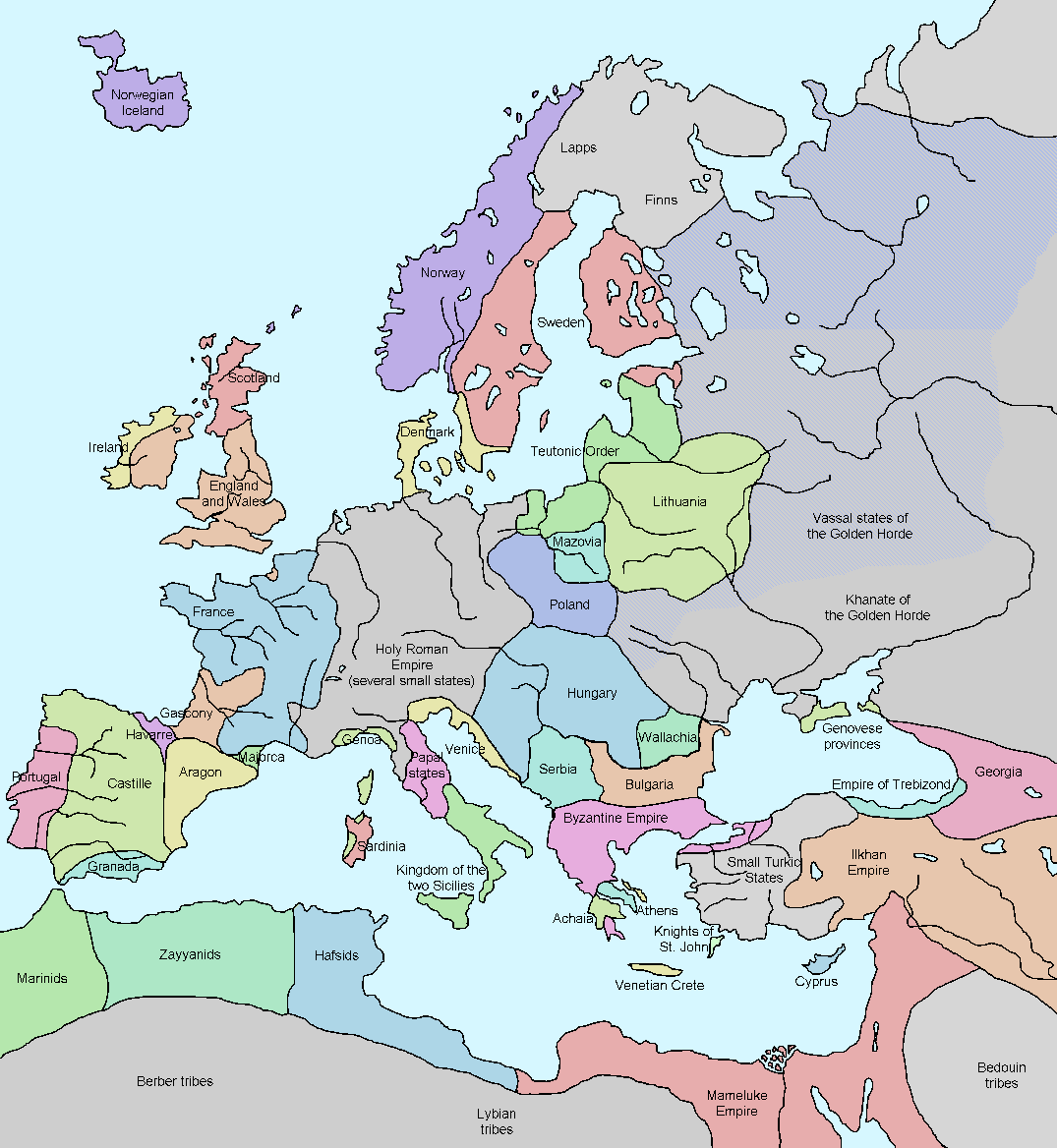
Mapa de Europa en 1328.

## Acontecimientos
- 13 de marzo: en Navarra, Juana II y Felipe de Évreux son entronizados como reyes.
- 4 de diciembre: en Nursia (Italia) un terremoto de 6,5 grados en la escala sismológica de Richter deja un saldo de 5000 muertos.
- En Francia, sube al trono de la dinastía Valois.
- En Aragón (España), Alfonso IV de Aragón vende Huesa del Común y sus aldeas (Sexma de Huesa) al antipapa Pedro de Luna.
- En Rusia se crea el Gran Ducado de Moscovia.
- Cerca de la aldea manchega de Miguelturra (Ciudad Real) se libra la Batalla de Malas Tardes entre los calatravos y los ciudadrealeños.

## Nacimientos
- 7 de mayo - Luis VI de Baviera.

## Fallecimientos
- 1 de febrero: Carlos IV de Francia y I de Navarra, rey entre 1322 y 1328 (n. 1294).
- Juan Ponce de Cabrera, señor de Cabra y bisnieto de Alfonso IX de León. Fue ejecutado en Córdoba por orden de Alfonso XI de Castilla.
- Pedro Alfonso de Haro, señor de Chillón. Ejecutado junto con el anterior por orden de Alfonso XI de Castilla.
- Clemencia de Hungría, reina de Francia y Navarra